# Аддендум

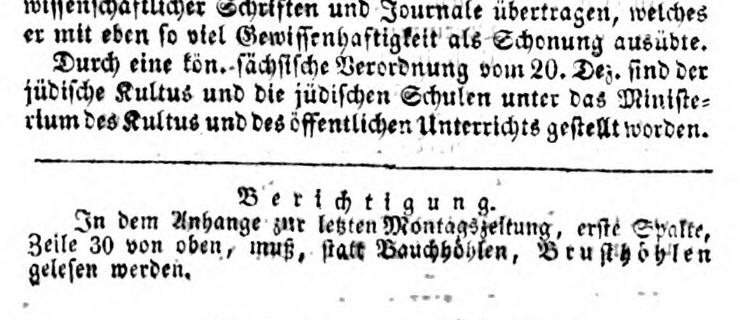
Исправление опечаток в качестве аддендума к выпуску газеты Der Bote от 22 января 1835 г.

Адде́ндум (лат. addere — добавлять, прибавлять) — приложение, отдельное дополнение к основному тексту

## Другие значения
- Аддендум — в юридической практике письменное дополнение к ранее заключённому договору страхования или перестрахования, в котором содержатся согласованные между сторонами изменения ранее оговоренных условий.

- Аддендум  — в мореплавании письменное дополнение к диспаше, составляемое диспашером, в связи с обнаруженными ошибками в расчётах по общей аварии. Аддендум является неотъемлемой составной частью диспаши.
- Аддендум  — дополнение к чартеру, выработанное сторонами, подписавшими договор.